# Omelette aux huîtres

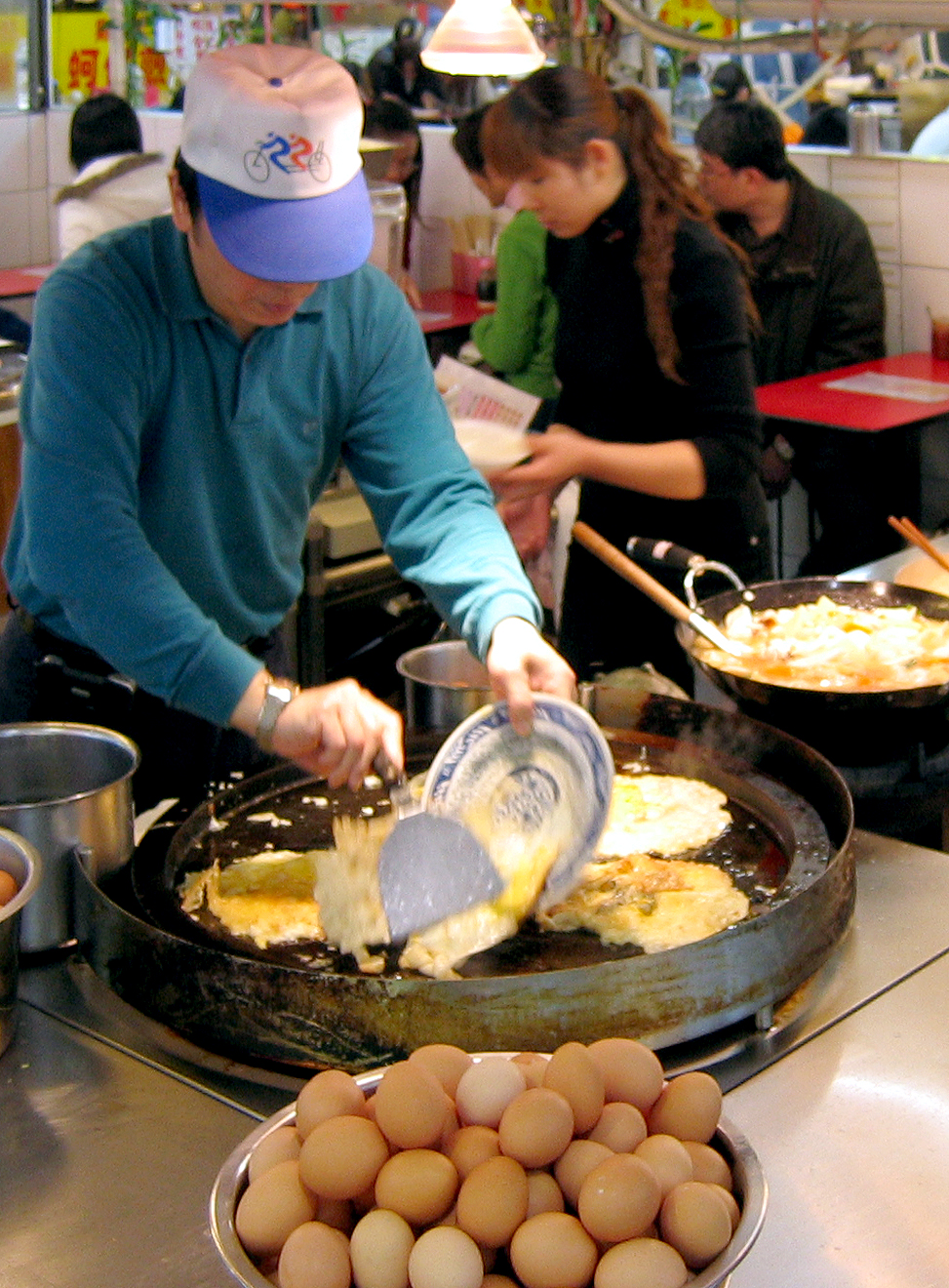
Une omelette aux huîtres préparée sur un stand de nourriture dans le marché de nuit de Shilin (Taipei).

L'omelette aux huîtres est un plat originaire de Taiwan, également connu dans de nombreuses régions d'Asie pour son goût savoureux. Il existe de nombreuses variantes de ce plat à travers le sud de la Chine, mais celles-ci peuvent fortement différer en goût et en apparence de la version originale de Taïwan. L'omelette aux huîtres est le plat favori des marchés de nuit de Taïwan (en), et a été constamment classée comme un des meilleurs plats de Taïwan par beaucoup d'étrangers. Elle est aussi populaire dans les régions ayant subi une influence de Chaozhou et du Fujian comme au Guangdong, à Hong Kong, en Malaisie, à Singapour, aux Philippines et en Thaïlande.

## Ingrédients

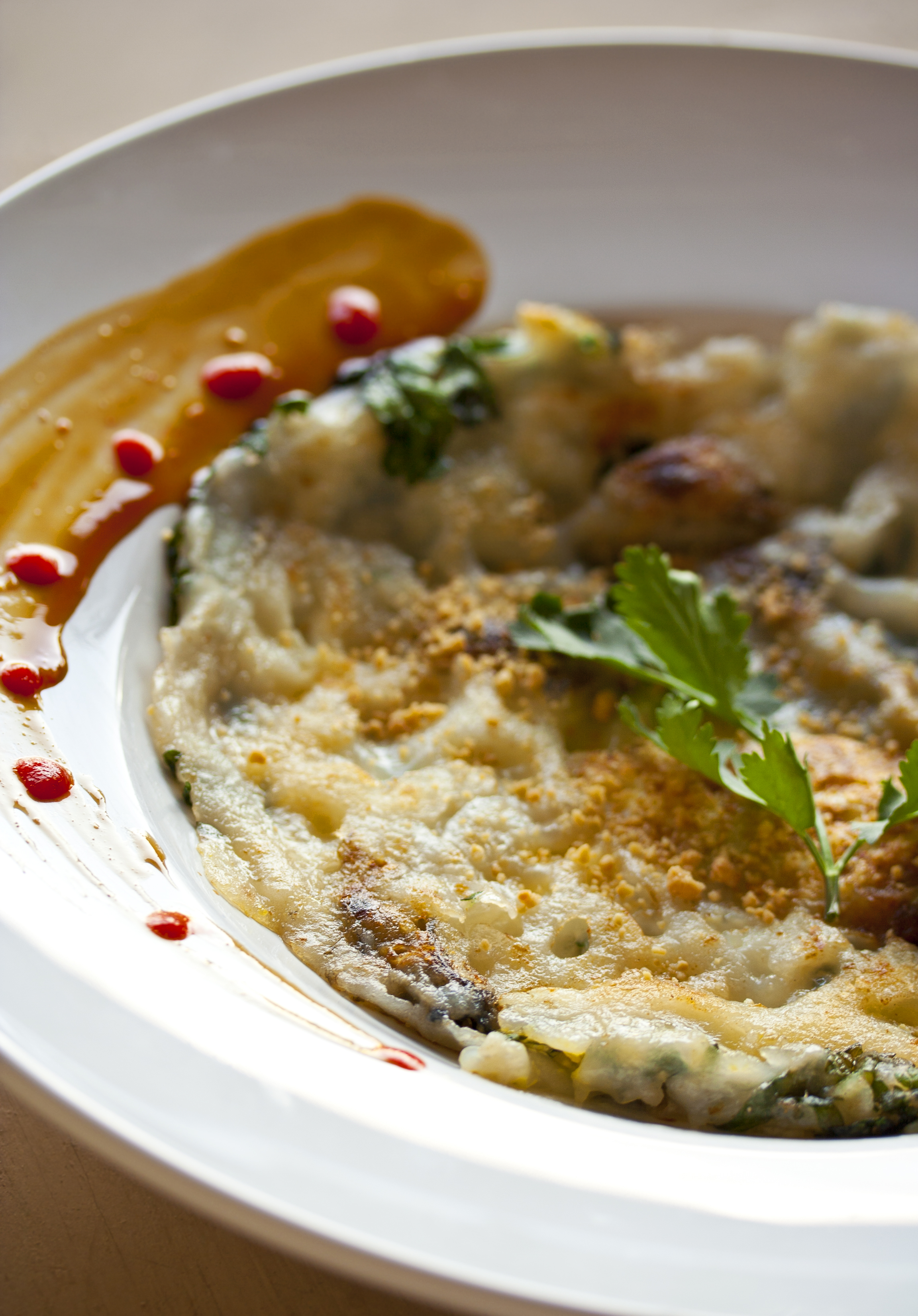
Omelette aux huîtres moderne taïwanaise.

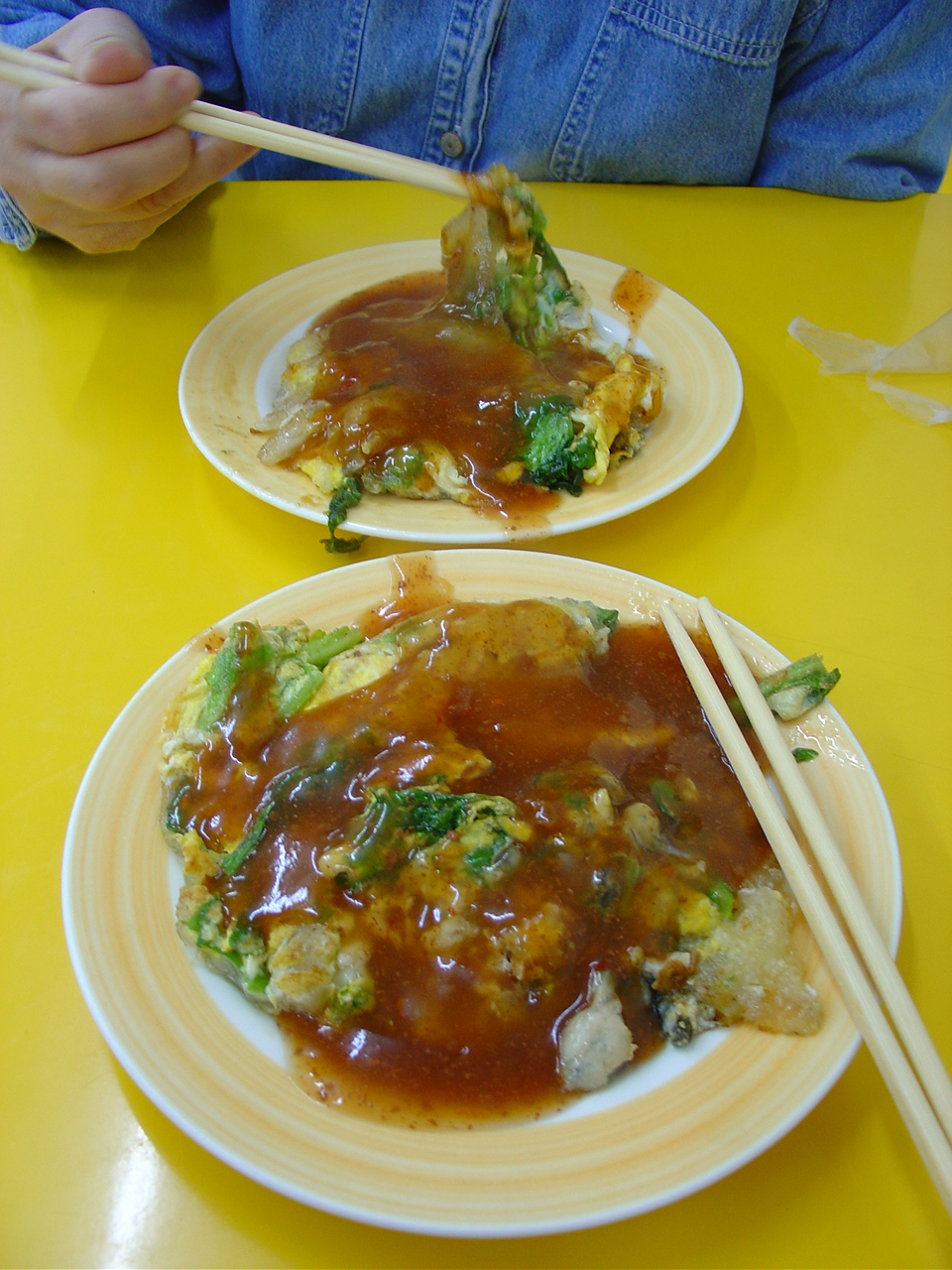
Omelette aux huîtres préparée à Jiànchéng Yuánhuán, district de Datong (Taipei).

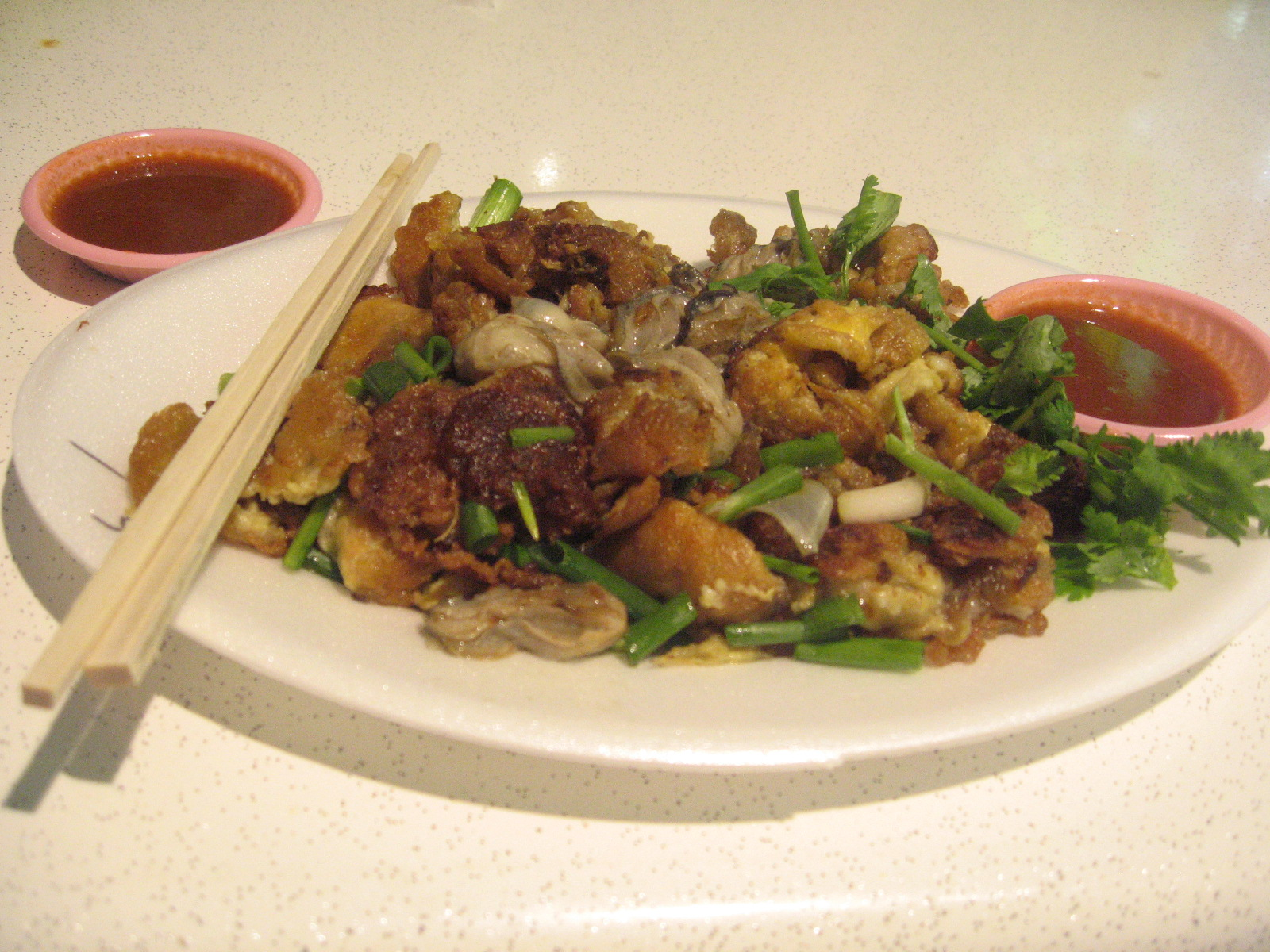
Omelette aux huîtres et sauce chili au Newton Food Centre (Singapour).

Ce plat est constitué d'une omelette et d'une garniture composée principalement de petites huîtres creuses du Pacifique (Magallana gigas). De la fécule (généralement de la fécule de pomme de terre) est mélangée aux œufs battus, donnant à la galette d'œufs une consistance plus épaisse. Du saindoux est souvent utilisé pour frire l'omelette. Suivant la région et la variante, une sauce savoureuse peut être versée sur l'omelette pour en enrichir le goût.
Une sauce piquante ou une sauce chili mélangée à du jus de citron est souvent ajoutée pour apporter une saveur intense.
Des crevettes peuvent parfois remplacer les huîtres ; dans ce cas, on parle d'omelette aux crevettes (虾仁煎 / 蝦仁煎, xiārén jiān).

## Noms
En chinois, l'omelette aux huîtres est connue sous différents noms suivant la région géographique. 
| En caractères chinois | Prononciation dans différents dialectes                                              | Zones géographiques utilisant ce nom                      |
| --------------------- | ------------------------------------------------------------------------------------ | --------------------------------------------------------- |
| 蚵仔煎                | En taïwanais : ô-á-chian En mandarin : ézǎi jiān                                     | Taiwan et certaines régions du Fujian                     |
| 蚝煎                  | En cantonais : hou4 dzin1 En mandarin : háo jiān En hokkien : o-chian                | Malaisie et Singapour                                     |
| 牡蛎煎                | En mandarin : mǔlì jiān                                                              | La plupart des régions de Chine continentale              |
| 煎蠔餅                | En cantonais : dzin1 hou4 beng2 En hakka : jien hao biang En mandarin : jiān háobǐng | Hong Kong, Macao et les régions proches dans le Guangdong |
| 蠔仔餅                | En cantonais : hou4 zai2 beng2 En hakka : hao zhai biang En mandarin : háozǎi bǐng   | Hong Kong, Macao et les régions proches dans le Guangdong |
| 蠔仔煎                | En cantonais : hou4 zai2 dzin En mandarin : háozǎi jiān                              | Hong Kong, Macao et les régions proches dans le Guangdong |
| 蠔烙                  | En teochew : oh-luak En mandarin : háo lào                                           | Dans les restaurants teochew, aux États-Unis notamment.   |